# Qi Gong (artiste)
Pour les articles homonymes, voir Qigong (homonymie).
Qi Gong (啟功), né le 26 juillet 1912 à Pékin et mort le 30 juin 2005, est un artiste chinois, calligraphe, peintre et sinologue. Il était expert en art et culture chinoise, et professeur de littérature à l'Université Normale de Pékin.

## Biographie
Son arrière-grand-père et son grand-père étaient jinshi. le titre le plus élevé du système des examens impériaux. Il est un descendant de la 10e génération de l'empereur Yongzheng à travers son fils Hongzhou. Son père décède à l'âge de 19 ans, alors que Qi Gong n'a que 2 ans.
Qi Gong a grandi dans la pauvreté et a étudié jusqu'au baccalauréat.
Il apprend la calligraphie durant son enfance. Son style, polyvalent, mélange plusieurs styles et auteurs : le style régulier (kaishu) et l'écriture cursive chinoise (caoshu et xingshu), et des calligraphes comme Wang Xizhi et Wang Xianzhi. Il composait également ses propres poèmes qu'il mettait en forme avec son style calligraphique.
À 21 ans, dans le cadre d'un mariage arrangé par sa mère, Qi Gong se marie avec Zhang Baochen, une femme qu'il n'avait jamais rencontrée auparavant. Elle ne connaissait ni l'art ni la calligraphie, mais elle était dévouée à son mari. Pendant la révolution culturelle, Qi Gong est arrêté en raison de ses origines familiales et se voit forcé de céder tous ses biens personnels. Sa femme Zhang prend l'initiative de cacher ses œuvres pour que la police ne les trouve pas, et ce n'est qu'avant sa mort en 1975 qu'elle communique à son mari l'emplacement de ses œuvres qu'il parvient ensuite à récupérer. Le couple n'a pas eu d'enfants.
En 1990, Qi Gong lève 1,63 million de yuans lors d'une vente de ses œuvres à Hong Kong, et crée la Bourse Li Yun avec les fonds récoltés.
En 1999, Qi Gong est nommé directeur de l'Institut central de recherche sur la culture et l'histoire.
Qi Gong était surnommé Aisin Gioro, et avait pour nom de plume Yuan Bai.